# La dama boba (film)
Pour plus de détails, voir Fiche technique et Distribution.
La dama boba est un film espagnol réalisé par Manuel Iborra, sorti en 2006.

## Fiche technique
- Titre : La dama boba
- Réalisation : Manuel Iborra
- Scénario : Manuel Iborra d'après la pièce de théâtre La dama boba de Lope de Vega
- Musique : Luis Ivars
- Photographie : Juan Molina
- Montage : Iván Aledo
- Production : Edmundo Gil, Belén Gómez et Álvaro Zapata
- Société de production : Belén Gómez, DeAPlaneta et Flamenco Films
- Pays :  Espagne
- Genre : Comédie
- Durée : 92 minutes
- Dates de sortie : 
  -  Espagne : 24 mars 2006

## Distribution
- Silvia Abascal : Finea
- Cristina Collado : Gerarda
- José Coronado : Laurencio
- Antonio de la Fuente : Duardo
- Juan Díaz : Pedro
- Verónica Forqué : Otavia
- Macarena Gómez : Nise
- Paco León : Maître Danza
- Antonio Resines : Rufino
- José María Sacristán : Feniso
- Roberto San Martín : Liseo
- María Vázquez : Clara
- Juan Navarro Teniente Paterson : Fraile

## Distinctions
Le film a été nommé au prix Goya de la meilleure actrice pour Silvia Abascal.